# Wilhelm Naegel
Wilhelm Josef Naegel (né le 3 août 1904 à Fritzlar et mort le 24 mai 1956 à Hanovre) est un homme politique allemand de la CDU.

## Biographie

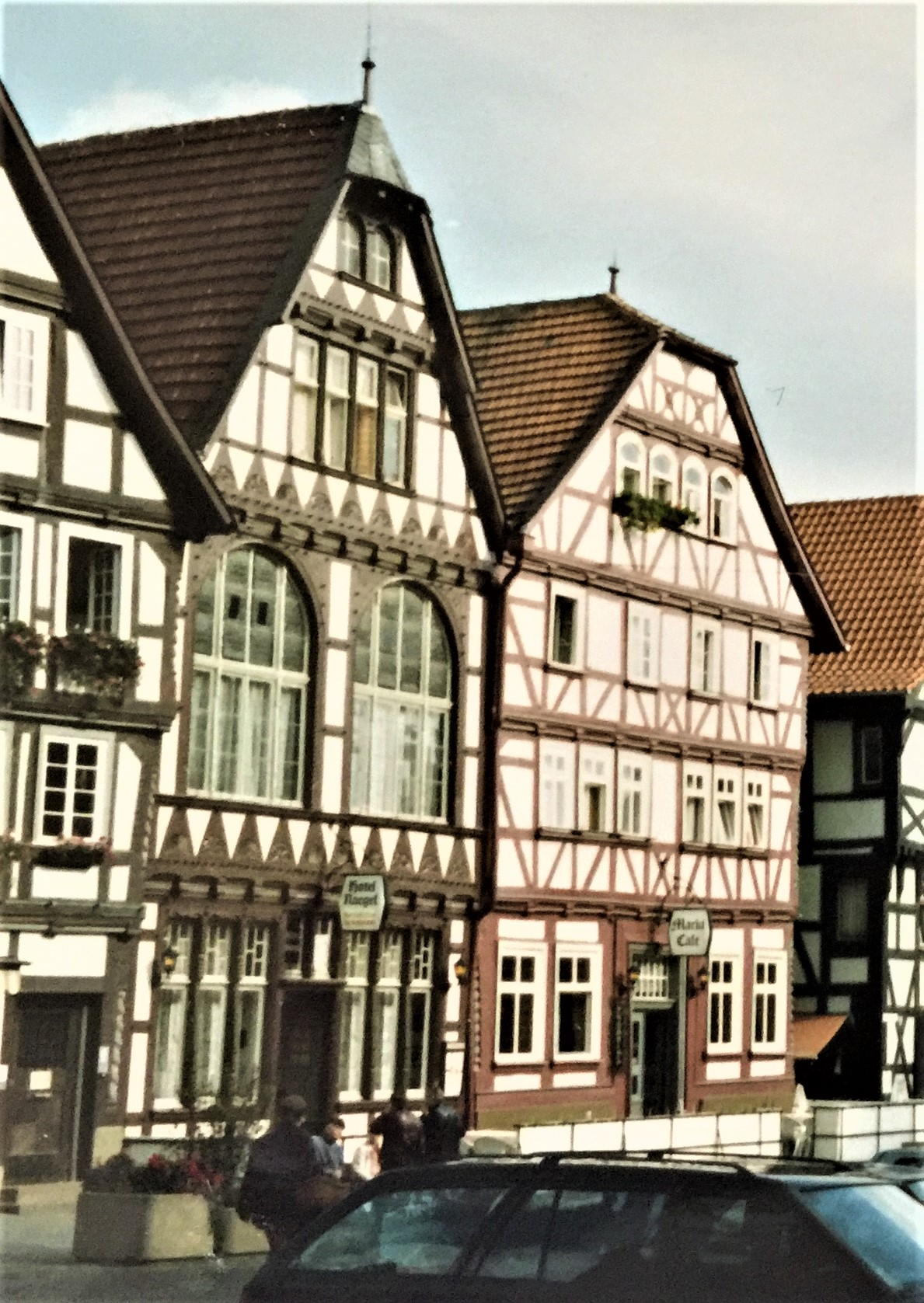
L'ancien hôtel parental à Fritzlar (les deux maisons)

Naegel, fils d'aubergiste et hôtelier à Fritzlar, effectue un apprentissage technique et commercial dans une entreprise industrielle après avoir obtenu son diplôme d'études secondaires puis étudie à l'école d'économie de Berlin. Ensuite, il poursuit ses études à l'université de Cologne, à l'école de commerce de Königsberg et à l'école technique de Brunswick. Après des études, Naegel, qui est titulaire d'un diplôme en administration des affaires et d'un diplôme en commerce, est employé comme directeur général dans le commerce de détail. Il travaille pour la société C&A Brenninkmeyer à Londres et à Amsterdam de 1930 à 1933 avant de devenir directeur général de la succursale de Hanovre et de rejoindre la direction principale.
Pendant la République de Weimar, Naegel est membre du Zentrum. Après la Seconde Guerre mondiale, il cofonde la CDU à Hanovre et dans la zone britannique en octobre 1945 - avec Bernhard Pfad, Anton Storch, Adolf Cillien et Arnold Fratzscher. De 1946 à 1948, il est membre du Conseil de zone pour la zone d'occupation britannique. Pour la Basse-Saxe, il est membre du Conseil économique de la Bizone de 1947 à 1949, où il dirige le Comité économique jusqu'en 1948. Le 23 août 1946, il devient membre du Landtag nommé de Hanovre et le 9 décembre membre du Landtag nommé de Basse-Saxe. Il  est membre du Landtag de Basse-Saxe lors de la première législature du 20 avril au 18 juin 1947. Aux élections fédérales de 1949, Naegel est élu au Bundestag sur la liste des États de la CDU, dont il sera député jusqu'à sa mort. À partir de 8 octobre 1953, il est président de la commission de politique économique du Bundestag.
Wilhelm Naegel est l'un des fondateurs de l' Association des entrepreneurs catholiques (BKU) en 1949. Avec Franz Greiss, Peter H. Werhahn, Werner Habig, Theophil Herder-Dorneich, Werner Linnemann, Peter Zettelmeyer et August Küster, il est membre du premier conseil.
En 1953, il est nommé chevalier de l'Ordre du Saint-Sépulcre à Jérusalem par le cardinal Grand Maître Nicola Canali et le 1er mai 1953, il est investi par Lorenz Jaeger, grand prieur de la lieutenance allemande.

## Décorations
- Ordre équestre du Saint-Sépulcre de Jérusalem

| Chevalier de l'ordre équestre du Saint-Sépulcre de Jérusalem |